# Toshiro Mayuzumi
Toshirō Mayuzumi (黛 敏郎 Mayuzumi Toshirō, Yokohama (región de Kantō), 20 de febrero de 1929 - Kawasaki (Kanagawa), 10 de abril de 1997) fue un compositor japonés. Es conocido por implementar por primera vez en su país la técnica e instrumentación de vanguardia mezclándola con las técnicas musicales tradicionales japonesas. Sus obras se inspiran en una amplia variedad de fuentes que van desde el jazz hasta la música balinesa y es considerado un pionero en el ámbito de la música concreta y la música electrónica.
Considerado uno de los más reputados compositores para cine de su país a lo largo de su carrera compuso sinfonías, composiciones electrónicas, música para ballets, óperas y bandas sonoras de películas. Recibió un premio Otaka de la Orquesta Sinfónica de NHK, la Medalla Púrpura al Mérito y presidió la Federación de compositores de Japón.

## Biografía

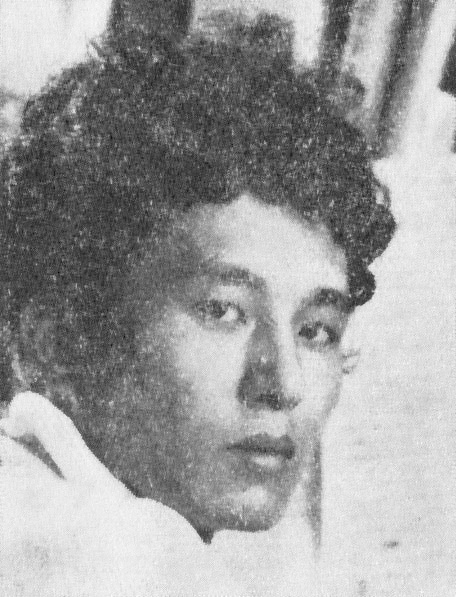
Toshiro Mayuzumi

Mayuzumi fue estudiante en la Universidad Nacional de Bellas Artes y Música de Tokio inmediatamente después de la II Guerra Mundial, antes de irse a estudiar durante un año a Europa, en el Conservatorio Nacional Superior de Música de París. Durante su estancia la capital francesa se familiarizó con los desarrollos musicales impulsados por Olivier Messiaen y Pierre Boulez además de aprender las técnicas aplicables en la composición de la música concreta liderada por Pierre Schaeffer. 
En un principio estuvo interesado en la música avant-garde occidental obteniendo reconocimiento en audiencias de Europa y de Estados Unidos. Participó de manera importante en el estudio de música electrónica fundado por la radiodifusora pública japonesa NHK junto con otros nombres pioneros de la electrónica japonesa como Minao Shibata, Joji Yuasa, Toshi Ichiyanagi o Tōru Takemitsu. De carácter ecléctico tuvo un amplio y variado catálogo de obras siendo considerado X, Y, Z (1953) el primer trabajo japonés de música concreta que empleara las técnicas de manipulación de cintas electrónicas.
Sin embargo durante el transcurso de los años 1950 Mayuzumi paulatinamente comenzó a interesarse más en la música tradicional japonesa al igual que en el budismo esotérico que lo llevó a volcarse en otro tipo de composiciones como la ópera, la música para ballets o las composiciones orquestales. Su primer éxito internacional fue la sinfonía Nirvana (1958), una obra rítmica para orquesta que cuenta con una ampliación de instrumentos de viento y metal y un coro masculino de 12 intérpretes que ejecutan varias formas de canto budista.

"De repente, en 1959, me volví conservador. Escuché las campanas del templo en la víspera de Año Nuevo. Eran tan conmovedoras que olvidé la música contemporánea y comencé a estudiar música y estética tradicional. Estudié sintoísmo y budismo, no solo zen, sino todo el budismo. Escribí la sinfonía Nirvana en 1959. He sido un compositor de mentalidad tradicional".
Toshirō Mayuzumi (The New York Times, 06-12-1995) 

Fue un compositor prolífico en el cine y compuso más de 100 bandas sonoras para películas entre 1951 y 1984. Una de las más populares es la banda sonora para la película dirigida por John Huston La Biblia (1966) con la que obtuvo una nominación a los Premios Óscar. También escribió piezas para banda de alientos que grabadas por la Orquesta Kosei de Alientos de Tokio.
De entre su producción musical destaca la composición de la ópera Kinkakuji (1976), cuyo tema es el templo zen de la secta Rinzai homónimo incendiado en varias ocasiones a lo largo de los siglos, al que el novelista Yukio Mishima dedicara una de sus novelas más conocidas El pabellón de oro obra en que se basa la composición de Mayuzumi. Estrenada en Berlín en 1976, Kinkakuji se estrenó en el Teatro de la Ópera de Nueva York en 1995. Al igual que Mishima, con quien mantuvo amistad y colaboraron en algunos proyectos, Mayuzumi fue muy activo en causas políticas y fue criticado por su visión nacionalista ya que se oponía a la occidentalización de Japón y trataba de enfatizar su identidad cultural nativa en sus obras.

## Obras

### Óperas
- Kinkakuji (1976)
- Kojiki (1996)

### Ballets
- El Kabuki (1986)

### Obras para orquesta
- Estilo Sinfónico (1950)
- Esfenogramas(1951)
- Bacanal (1954)
- Tonepleromas '55 (1955)
- Sinfonía Nirvana para coros masculinos y orquesta (1958)
- Sinfonía Mandala (1960)
- Música Escultural (1961)
- Bugaku (1962)
- Texturas para orquesta de alientos (1962)
- Samsara (1962)
- Ensayo para orquesta de cuerdas (1963)
- Fireworks (1963)
- Concierto para percusiones y orquesta de alientos (1965)
- Concertino para xilófono y orquesta (1965)
- Rapsodia para el Siglo XXI (1992)

### Obras para ensamble o instrumentales
- Sonata para violín y piano (1946)
- Divertimento para 10 instrumentos (1948)
- Rakuten sinosaki (1956)
- Piezas preparadas para piano y cuerdas (1957)

- Microcosmos para clavioline, guitarra, vibrafóno, xilófono, percusiones y piano (1957)
- Bunraku para violonchelo (1960)
- Preludio para cuarteto de cuerdas (1961)
- Metamúsica para piano, violín y saxofón (1961)
- Showa tempyo raku para gágaku (1970)
- Rokudan para arpa (1989)

### Música electrónica
- X, Y, Z (1953)
- Música para sinusoide proporcional al número primo (1955)
- Música para ondas moduladas proporcionales al número primo (1955)
- Invention para ondas cuadradas y serradas (1955)
- Variciones en el Principio Numérico del 7 (1956)
- Campanología para multi-piano (1959)
- Campanología Olímpica (1964)
- Mandara para sonidos electrónicos y voces (1969)

### Bandas sonoras
- Carmen vuelve a casa (1951)
- Carmen se enamora (1952)
- Enjo (1958)
- Deseo Robado (1958)
- La Olimpiada de Tokio (1965)
- La Biblia... En el Comienzo (1966)
- Reflejos en un ojo dorado (1967)

## Premios y distinciones
Premios Óscar
| Año  | Categoría          | Película                    | Resultado |
| ---- | ------------------ | --------------------------- | --------- |
| 1967 | Mejor Banda Sonora | La Biblia... En el Comienzo | Nominado  |